# Yomiuri Football Club 1976
Questa voce raccoglie le informazioni riguardanti lo Yomiuri Football Club nelle competizioni ufficiali della stagione 1976.

## Stagione
Affidato alla guida tecnica dell'allenatore del settore giovanile Ryōichi Aikawa lo Yomiuri, dopo essere uscito al primo turno della neocostituita Japan Soccer League Cup, disputò una stagione simile alla precedente perdendo ai playoff la promozione in Japan Soccer League Division 1. Alla fine della stagione la squadra partecipò inoltre alla Coppa dell'Imperatore dove superò un turno prima di essere eliminata per mano del Toyo Kogyo.

## Maglie e sponsor
| Manica sinistra · Maglietta · Maglietta · Manica destra · Pantaloncini · Calzettoni |

## Rosa
| N. |                     | Ruolo | Calciatore         |
| -- | ------------------- | ----- | ------------------ |
| 3  | Giappone (bandiera) | D     | Yasutarō Matsuki   |
| 6  | Giappone (bandiera) | C     | Yukitaka Omi       |
| 9  | Brasile (bandiera)  | A     | George Yonashiro   |
| 10 | Giappone (bandiera) | C     | Yoshiaki Hashimoto |
| 11 | Giappone (bandiera) | A     | Toshiki Okajima    |
| 15 | Giappone (bandiera) | A     | Kazuaki Hamaguchi  |

| N. |                          | Ruolo | Calciatore      |
| -- | ------------------------ | ----- | --------------- |
| 17 | Corea del Sud (bandiera) | C     | Lee Gook-Soo    |
| 26 | Giappone (bandiera)      | C     | Takekazu Suzuki |
|    | Giappone (bandiera)      | D     | Kenji Saeki     |
|    | Giappone (bandiera)      | D     | Junji Imuro     |
|    | Giappone (bandiera)      | D     | Junichi Ishitsu |
|    | Giappone (bandiera)      | A     | Shoji Wago      |

## Statistiche

### Statistiche di squadra
| Competizione          | Punti | Totale | Totale | Totale | Totale | Totale | Totale | DR  |
| Competizione          | Punti | G      | V      | N      | P      | Gf     | Gs     | DR  |
| --------------------- | ----- | ------ | ------ | ------ | ------ | ------ | ------ | --- |
| JSL Division 2        | 25    | 18     | 11     | 3      | 4      | 51     | 28     | +23 |
| JSL (playoff)         | -     | 2      | 0      | 1      | 1      | 3      | 4      | -1  |
| Coppa dell'Imperatore | -     | 2      | 1      | 0      | 1      | 4      | 3      | +1  |
| JSL Cup               | -     | 4      | 1      | 1      | 2      | 7      | 6      | +1  |
| Totale                | -     | 26     | 13     | 5      | 8      | 65     | 41     | +24 |